# Glypta dubia
Glypta dubia là một loài tò vò trong họ Ichneumonidae.